# يوركتاون (فئة حاملات طائرات)

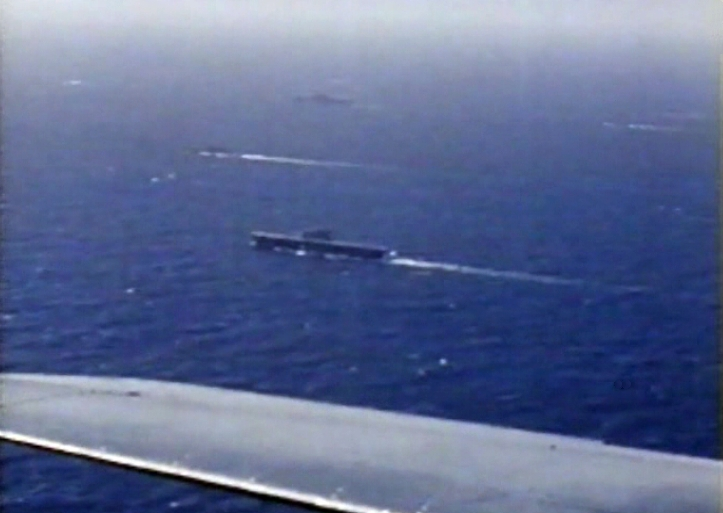
يوركتاون-فئة حاملات طائرات عام 1942 1942.

يوركتاون-فئة حاملات طائرات كانت فئة مكونة من ثلاث حاملات طائرات تم تصميمها لصالح البحرية الأمريكية وتم الانتهاء منها قبل الحرب العالمية الثانية بفترة قصيرة، حيث أتبعوها بفئة رانجر، أول حاملة طائرات أمريكية تم بناؤها على هذا النحو، وإستفادوا في التصميم من تجربة فئتي ينجر ليكسنجتون السابقتين، واللتي كانت عبارة عن تحويلات إلى باتل كروزرز، كان من المقرر إلغائهما للامتثال لمعاهدة واشنطن البحرية، و هي إتفاقية للحد من الاسلحة.